# Thống đốc Ngân khố Hoa Kỳ
Thống đốc Ngân khố Hoa Kỳ (tiếng Anh: Treasurer of the United States), được lập ra vào ngày 6 tháng 9 năm 1777, là một chức vụ duy nhất trong Bộ Ngân khố Hoa Kỳ có lịch sử lâu đời hơn cả chính bộ này. Michael Hillegas phục vụ với vai trò Thống đốc Ngân khố Hoa Kỳ đầu tiên. Không nên nhầm lẫn nó với chức vụ cấp nội các có quyền lực hơn, đó là Bộ trưởng Ngân khố Hoa Kỳ.
Thống đốc Ngân khố Hoa Kỳ lúc ban đầu có nhiệm vụ chi thu và trông coi các ngân quỹ chính phủ mặc dù nhiều trong số các chức năng này được các văn phòng khác nhau của Bộ Ngân khố Hoa Kỳ nắm giữ. Trách nhiệm giám sát Cục Ấn loát Bộ Ngân khố Hoa Kỳ (Bureau of Engraving and Printing là nơi in tiền giấy, trái phiếu..), Cục đúc tiền kim loại Hoa Kỳ (United States Mint), và Phân bộ Trái phiếu Tiết kiệm Hoa Kỳ (hiện nay là Văn phòng Tiếp thị Trái phiếu Tiết kiệm nằm trong Cục đặc trách công nợ (Bureau of the Public Debt)) đã được giao trách nhiệm cho Thống đốc Ngân khố Hoa Kỳ vào năm 1981. Tính đến năm 2002, Văn phòng Thống đốc Ngân khố Hoa Kỳ đã trải quan một lần tái tổ chức quy mô. Thống đốc Ngân khố Hoa Kỳ hiện nay cố vấn cho Giám đốc Cục đúc tiền kim loại Hoa Kỳ, Giám đốc Cục Ấn loát Bộ Ngân khố Hoa Kỳ, thứ trưởng và bộ trưởng Bộ Ngân khố Hoa Kỳ về các vấn đề có liên quan đến tiền kim loại, tiền giấy và việc phát hành các thứ cần thiết liên quan đến ngân khố của Hoa Kỳ.
Chữ ký của Thống đốc Ngân khố Hoa Kỳ cũng như Bộ trưởng Ngân khố Hoa Kỳ phải có trên các tờ tiền giấy của Cục dự trữ liên bang trước khi chúng được chứng nhận là có giá trị.
Vì muốn bổ nhiệm một phụ nữ vào một chức vụ chính trị nổi bật nên tổng thống Harry S. Truman đã bổ nhiệm Georgia Neese Clark làm Thống đốc Ngân khố Hoa Kỳ vào năm 1949. Kể từ đó, tất cả các thống đốc ngân khố kế tục đều là phụ nữ, và 5 trong 9 thống đốc ngân khố vừa qua là người nói tiếng Tây Ban Nha.
Sự chấp thuận của Thượng viện Hoa Kỳ cho chức danh này đã bị hủy bỏ kể từ ngày 10 tháng 8 năm 2012.

## Danh sách các Thống đốc Ngân khố Hoa Kỳ
| STT                    | Họ và tên | Nhiệm kỳ                                                                  | Phục vụ dưới thời tổng thống                                                                     |
| ---------------------- | --- | ------------------------------------------------------------------------- | ------------------------------------------------------------------------------------------------ |
| 1                      | Michael Hillegas | 29 tháng 7, 1775 – 11 tháng 9, 1789 (14 năm, 44 ngày)                     | George Washington (cũng phục vụ trong thời kỳ Các điều khoản Hợp bang)                           |
| 1                      | Hillegas đã phục vụ chung với George Clymer cho đến ngày 6 tháng 8 năm 1776. Chức vụ có tên là "Thống đốc Ngân khố Mười ba thuộc địa" đến tháng 5 năm 1777. |                                                                           |                                                                                                  |
| 2                      | Samuel Meredith | 11 tháng 9, 1789 – 1 tháng 12, 1801 (12 năm, 81 ngày)                     | George Washington John Adams Thomas Jefferson                                                    |
| 3                      | Thomas T. Tucker | 1 tháng 12, 1801 – 2 tháng 5, 1828 (26 năm, 153 ngày) (Nhiệm kỳ lâu nhất) | Thomas Jefferson James Madison James Monroe John Quincy Adams                                    |
| Trống chức vụ 33 ngày  | |                                                                           |                                                                                                  |
| 4                      | William Clark | 4 tháng 6, 1828 – 26 tháng 5, 1829 (356 ngày)                             | John Quincy Adams Andrew Jackson                                                                 |
| 5                      | John Campbell | 26 tháng 5, 1829 – 20 tháng 7, 1839 (10 năm, 55 ngày)                     | Andrew Jackson Martin Van Buren                                                                  |
| Trống chức vụ 2 ngày   | |                                                                           |                                                                                                  |
| 6                      | William Selden | 22 tháng 7, 1839 – 23 tháng 11, 1850 (11 năm, 124 ngày)                   | Martin Van Buren William Henry Harrison John Tyler James K. Polk Zachary Taylor Millard Fillmore |
| Trống chức vụ 4 ngày   | |                                                                           |                                                                                                  |
| 7                      | John Sloane | 27 tháng 11, 1850 – 1 tháng 4, 1853 (2 năm, 125 ngày)                     | Millard Fillmore Franklin Pierce                                                                 |
| Trống chức vụ 3 ngày   | |                                                                           |                                                                                                  |
| 8                      | Samuel L. Casey | 4 tháng 4, 1853 – 22 tháng 12, 1859 (6 năm, 262 ngày)                     | Franklin Pierce James Buchanan                                                                   |
| Trống chức vụ 68 ngày  | |                                                                           |                                                                                                  |
| 9                      | William C. Price | 28 tháng 2, 1860 – 21 tháng 3, 1861 (1 năm, 21 ngày)                      | James Buchanan Abraham Lincoln                                                                   |
| 10                     | Francis E. Spinner | 16 tháng 3, 1861 – 30 tháng 7, 1875 (14 năm, 136 ngày)                    | Abraham Lincoln Andrew Johnson Ulysses S. Grant                                                  |
| 11                     | John C. New | 30 tháng 6, 1875 – 1 tháng 7, 1876 (1 năm, 1 ngày)                        | Ulysses S. Grant                                                                                 |
| 12                     | A. U. Wyman | 1 tháng 7, 1876 – 30 tháng 6, 1877 (364 ngày)                             | Ulysses S. Grant Rutherford B. Hayes                                                             |
| 13                     | James Gilfillan | 1 tháng 7, 1877 – 31 tháng 3, 1883 (5 năm, 273 ngày)                      | Rutherford B. Hayes James A. Garfield Chester A. Arthur                                          |
| 14                     | A. U. Wyman | 1 tháng 4, 1883 – 30 tháng 4, 1885 (2 năm, 29 ngày)                       | Chester A. Arthur Grover Cleveland                                                               |
| 15                     | Conrad N. Jordan | 1 tháng 5, 1885 – 23 tháng 3, 1887 (1 năm, 326 ngày)                      | Grover Cleveland                                                                                 |
| Trống chức vụ 62 ngày  | |                                                                           |                                                                                                  |
| 16                     | James W. Hyatt | 24 tháng 5, 1887 – 10 tháng 5, 1889 (1 năm, 351 ngày)                     | Grover Cleveland Benjamin Harrison                                                               |
| 17                     | James N. Huston | 11 tháng 5, 1889 – 24 tháng 4, 1891 (1 năm, 348 ngày)                     | Benjamin Harrison                                                                                |
| 18                     | Enos H. Nebecker | 25 tháng 4, 1891 – 31 tháng 5, 1893 (2 năm, 36 ngày)                      | Benjamin Harrison Grover Cleveland                                                               |
| 19                     | Daniel N. Morgan | 1 tháng 6, 1893 – 30 tháng 6, 1897 (4 năm, 29 ngày)                       | Grover Cleveland William McKinley                                                                |
| 20                     | Ellis H. Roberts | 1 tháng 7, 1897 – 30 tháng 6, 1905 (7 năm, 364 ngày)                      | William McKinley Theodore Roosevelt                                                              |
| 21                     | Charles H. Treat | 1 tháng 7, 1905 – 30 tháng 10, 1909 (4 năm, 121 ngày)                     | Theodore Roosevelt William Howard Taft                                                           |
| 22                     | Lee McClung | 1 tháng 11, 1909 – 21 tháng 11, 1912 (3 năm, 20 ngày)                     | William Howard Taft                                                                              |
| 23                     | Carmi A. Thompson | 22 tháng 11, 1912 – 31 tháng 3, 1913 (129 ngày) (Nhiệm kỳ ngắn nhất)      | William Howard Taft Woodrow Wilson                                                               |
| 24                     | John Burke | 1 tháng 4, 1913 – 5 tháng 1, 1921 (7 năm, 279 ngày)                       | Woodrow Wilson                                                                                   |
| Trống chức vụ 117 ngày | |                                                                           |                                                                                                  |
| 25                     | Frank White | 2 tháng 5, 1921 – 1 tháng 5, 1928 (6 năm, 365 ngày)                       | Warren G. Harding Calvin Coolidge                                                                |
| Trống chức vụ 30 ngày  | |                                                                           |                                                                                                  |
| 26                     | Harold Theodore Tate | 31 tháng 5, 1928 – 17 tháng 1, 1929 (231 ngày)                            | Calvin Coolidge                                                                                  |
| 27                     | W. O. Woods | 18 tháng 1, 1929 – 31 tháng 5, 1933 (4 năm, 133 ngày)                     | Calvin Coolidge Herbert Hoover Franklin Delano Roosevelt                                         |
| 28                     | William Alexander Julian | 1 tháng 6, 1933 – 29 tháng 5, 1949 (15 năm, 362 ngày)                     | Franklin D. Roosevelt Harry S. Truman                                                            |
| Trống chức vụ 23 ngày  | |                                                                           |                                                                                                  |
| 29                     | Georgia Neese Clark | 21 tháng 6, 1949 – 27 tháng 1, 1953 (3 năm, 220 ngày)                     | Harry S. Truman Dwight D. Eisenhower                                                             |
| 30                     | Ivy Baker Priest | 28 tháng 1, 1953 – 29 tháng 1, 1961 (8 năm, 1 ngày)                       | Dwight D. Eisenhower John F. Kennedy                                                             |
| 31                     | Elizabeth Rudel Smith | 30 tháng 1, 1961 – 13 tháng 4, 1962 (1 năm, 73 ngày)                      | John F. Kennedy                                                                                  |
| Trống chức vụ 265 ngày | |                                                                           |                                                                                                  |
| 32                     | Kathryn O'Hay Granahan | 3 tháng 1, 1963 – 22 tháng 11, 1966 (3 năm, 323 ngày)                     | John F. Kennedy Lyndon B. Johnson                                                                |
| Trống chức vụ 898 ngày | |                                                                           |                                                                                                  |
| 33                     | Dorothy Andrews Elston/Dorothy Andrews Elston Kabis | 8 tháng 5, 1969 – 3 tháng 7, 1971 (2 năm, 56 ngày)                        | Richard Nixon                                                                                    |
| Trống chức vụ 167 ngày | |                                                                           |                                                                                                  |
| 34                     | Romana Acosta Bañuelos | 17 tháng 12, 1971 – 14 tháng 2, 1974 (2 năm, 59 ngày)                     | Richard Nixon                                                                                    |
| Trống chức vụ 127 ngày | |                                                                           |                                                                                                  |
| 35                     | Francine Irving Neff | 21 tháng 6, 1974 – 19 tháng 1, 1977 (2 năm, 212 ngày)                     | Richard Nixon Gerald Ford                                                                        |
| Trống chức vụ 236 ngày | |                                                                           |                                                                                                  |
| 36                     | Azie Taylor Morton | 12 tháng 9, 1977 – 20 tháng 1, 1981 (3 năm, 130 ngày)                     | Jimmy Carter                                                                                     |
| Trống chức vụ 56 ngày  | |                                                                           |                                                                                                  |
| 37                     | Angela Marie Buchanan | 17 tháng 3, 1981 – 5 tháng 7, 1983 (2 năm, 110 ngày)                      | Ronald Reagan                                                                                    |
| Trống chức vụ 79 ngày  | |                                                                           |                                                                                                  |
| 38                     | Katherine D. Ortega | 22 tháng 9, 1983 – 1 tháng 7, 1989 (5 năm, 282 ngày)                      | Ronald Reagan George H. W. Bush                                                                  |
| Trống chức vụ 163 ngày | |                                                                           |                                                                                                  |
| 39                     | Catalina Vasquez Villalpando | 11 tháng 12, 1989 – 20 tháng 1, 1993 (3 năm, 40 ngày)                     | George H. W. Bush                                                                                |
| Trống chức vụ 405 ngày | |                                                                           |                                                                                                  |
| 40                     | Mary Ellen Withrow | 1 tháng 3, 1994 – 20 tháng 1, 2001 (6 năm, 325 ngày)                      | Bill Clinton                                                                                     |
| Trống chức vụ 208 ngày | |                                                                           |                                                                                                  |
| 41                     | Rosario Marin | 16 tháng 8, 2001 – 30 tháng 6, 2003 (1 năm, 318 ngày)                     | George W. Bush                                                                                   |
| Trống chức vụ 569 ngày | |                                                                           |                                                                                                  |
| 42                     | Anna Escobedo Cabral | 19 tháng 1, 2005 – 20 tháng 1, 2009 (4 năm, 1 ngày)                       | George W. Bush                                                                                   |
| Trống chức vụ 198 ngày | |                                                                           |                                                                                                  |
| 43                     | Rosa Gumataotao Rios | 6 tháng 8, 2009 – 11 tháng 7, 2016 (6 năm, 340 ngày)                      | Barack Obama                                                                                     |
| Trống chức vụ 343 ngày | |                                                                           |                                                                                                  |
| 44                     | Jovita Carranza | 19 tháng 6, 2017 – 14 tháng 1, 2020 (2 năm, 209 ngày)                     | Donald Trump                                                                                     |
| Trống chức vụ 972 ngày | |                                                                           |                                                                                                  |
| 45                     | Marilynn Malerba | 12 tháng 9, 2022 – nay (2 năm, 191 ngày)                                  | Joe Biden                                                                                        |

Kể từ khi thành lập năm 1777 đến năm 2017, tổng thời gian bị bỏ trống của chức vụ Thống đốc Ngân khố Hoa Kỳ đã lên đến 4.059 ngày, hơn 11 năm.